# Jean Joseph Villot
Pour les articles homonymes, voir Villot.
Jean Joseph de Villot, né le 2 octobre 1748 à Annoire (Jura), mort après 1814 à Montpellier (Hérault), est un général de brigade de la Révolution française.

## États de service
Il entre en service en 1769, dans l’armée royale.
Il est nommé lieutenant-colonel le 27 mai 1792, au 40e régiment d’infanterie, et adjudant-général colonel le 9 septembre 1792 à l’armée du Var.
Il est promu général de brigade le 1er octobre 1792, et le 1er mars 1793, il commande Montpellier. Affecté à l’armée des Pyrénées orientales, il est arrêté sur dénonciation le 5 mai 1793. Le 13 juin suivant il n’est pas inclus dans la réorganisation des états-majors de l’armée, et il est admis à la retraite le 20 juin 1801.
Il est titulaire de la croix de chevalier de Saint-Louis.

## Sources
- (en) « Generals Who Served in the French Army during the Period 1789 - 1814: Eberle to Exelmans »
- (pl) « Napoléon.org.pl »
- Nicolas Viton de Saint Allais, Nobiliaire universel de France, ou recueil général des généalogies, imprimerie C.F Patris, Paris, 1814, p. 178.